# امیلی چانگ
امیلی چانگ (انگلیسی: Emily Chang؛ زادهٔ ۳ ژوئن ۱۹۷۸) بازیگر، نویسنده و تهیه‌کننده اهل ایالات متحده آمریکا است.
از فیلم‌ها یا برنامه‌های تلویزیونی که وی در آن نقش داشته‌است می‌توان به آشنایی با مادر، قانون و نظم و دختر جدید اشاره کرد.